# Rurik (Schiff, 1895)
Die Rurik (russ.: Рюрик) war ein Panzerkreuzer der Kaiserlich Russischen Marine. Sie war nach dem legendären Waräger-Fürsten Rjurik benannt, dem Begründer des russischen Reiches. Sie wurde während des Russisch-Japanischen Kriegs am 14. August 1904 im Seegefecht bei Ulsan versenkt.

## Entwurf, Bau und technische Daten
Nach langer Debatte sah der endgültige Bauplan schließlich ein Schiff vor, das bei 10.000 Tonnen Größe und mit einer 25 cm starken Gürtelpanzerung 18 Knoten laufen und einen Aktionsradius von 10.000 Seemeilen haben sollte. Außerdem sollte es als Bark getakelt werden.
Die Kiellegung erfolgte am 19. Mai 1890 auf der Baltischen Werft in Sankt Petersburg. Das Schiff lief am 22. Oktober 1892 vom Stapel und wurde im Mai 1895 in Dienst gestellt. Die Rurik war, bei 11.960 Tonnen Wasserverdrängung, 126 m lang und 20,4 m breit und hatte 7,9 m Tiefgang. Die Panzerung bestand aus Nickelstahl; der Gürtelpanzer war 127–254 mm stark, die Deckpanzerung betrug 50–75 mm, und der Gefechtsstand war mit 150 mm Panzerung versehen. Die Hauptartillerie bestand aus vier 20,3-cm-Geschützen. Hinzu kamen sechzehn 15,2-cm-Geschütze, sechs 12,0-cm-Schnellladegeschütze, sowie sechs 4,7-cm- und zehn 3,7-cm-Geschütze und sechs 38-cm-Torpedorohre. Vier stehende Dampfmaschinen mit dreifacher Dampfdehnung, die auf zwei Schrauben wirkten, gaben dem Kreuzer 13.250 PS und eine Höchstgeschwindigkeit von 18,7 Knoten bei glatter See. Der Aktionsradius betrug lediglich 7.700 Seemeilen bei einer Marschgeschwindigkeit von 10 Knoten. Die Besatzung zählte 719 Mann.
Bei der Royal Navy und anderen westlichen Marinen löste die Rurik Kopfschütteln aus, war sie doch offensichtlich bereits bei ihrer Fertigstellung veraltet. Ihre vergleichsweise schwere Bewaffnung wurde durch ihre geringe Geschwindigkeit und schwache Panzerung mehr als aufgewogen.

## Geschichte

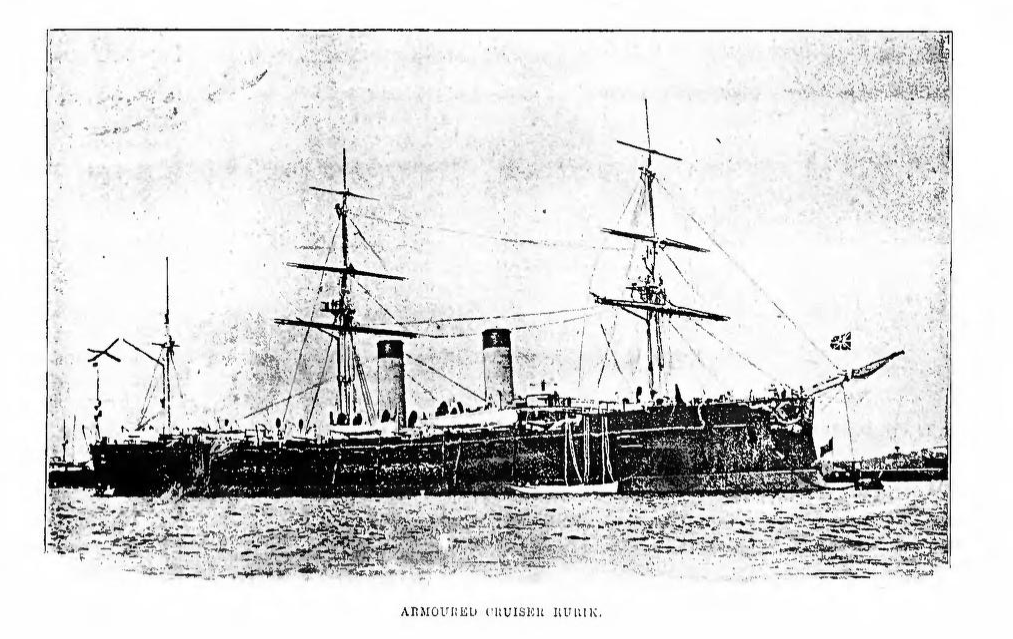
Die Rurik (aus dem Buch Frederick T. Jane (1865–1916), Kaiserliche Russische Marine ...)

Die Rurik wurde der Pazifischen Flotte zugeteilt und marschierte sofort nach ihrer Indienststellung nach Wladiwostok. Dort befahl der kommandierende Admiral Dubasow bereits nach wenigen Wochen verschiedene Umbauten, insbesondere den Abbau der Takelung und den Einbau anderer Kessel. Zwar wurde die Kesselanlage letzten Endes doch nicht erneuert, aber die Takelung wurde erheblich reduziert.
Nach dem Ausbruch des Russisch-Japanischen Kriegs am 8./9. Februar 1904 sollte Konteradmiral Karl Jessen mit seinem in Wladiwostok stationierten Kreuzergeschwader – bestehend aus den Panzerkreuzern Rossija, Gromoboi, Bogatyr und Rurik – im Japanischen Meer Handelskrieg führen und japanische Transporte in die Mandschurei verhindern bzw. stören. In den ersten Kriegsmonaten griff Jessen mehrfach japanische Schiffe an, und im Juni versenkte er zwei Truppentransporter. Daraufhin stationierte die japanische Marineleitung acht Panzerkreuzer und Geschützte Kreuzer unter Vizeadmiral Kamimura Hikonojō in der Koreastraße, um weitere Angriffe zu verhindern.
Am 13. August 1904 lief Admiral Jessen mit Rossija, Gromoboi und Rurik aus Wladiwostok aus, um sich mit dem aus Port Arthur erwarteten Ersten Pazifik-Geschwader unter Admiral Withöft zu vereinigen. Dies geschah in Unkenntnis der Tatsache, dass Withöfts Ausbruchsversuch bereits drei Tage zuvor mit der Niederlage in der Seeschlacht im Gelben Meer gescheitert war. Als am Morgen des 14. August, nach mehr als 24 Stunden Fahrt, schon fast auf der Höhe von Pusan, noch immer kein Zeichen von Withöfts Geschwader zu sehen war, befahl Jessen den Rückmarsch nach Wladiwostok.
Während der Nacht war Vizeadmiral Kamimura mit vier modernen Panzerkreuzern und zwei Geschützten Kreuzern in Gegenrichtung an Jessens Verband vorbeigelaufen, ohne dass es dabei zu Feindberührung gekommen war. Seit 01:30 Uhr am 14. August war er wieder auf dem Rückmarsch und lief nun mit direktem Kurs auf Jessens Kreuzer zu. Um 05:20 Uhr waren sich die Gegner bis auf etwa 8 km nahegekommen und eröffneten das Feuer. Jessen war in deutlich schlechterer Lage: Überlegene Feindkräfte versperrten ihm den Weg zu seiner Basis, und er hatte die aufgehende Sonne in den Augen.

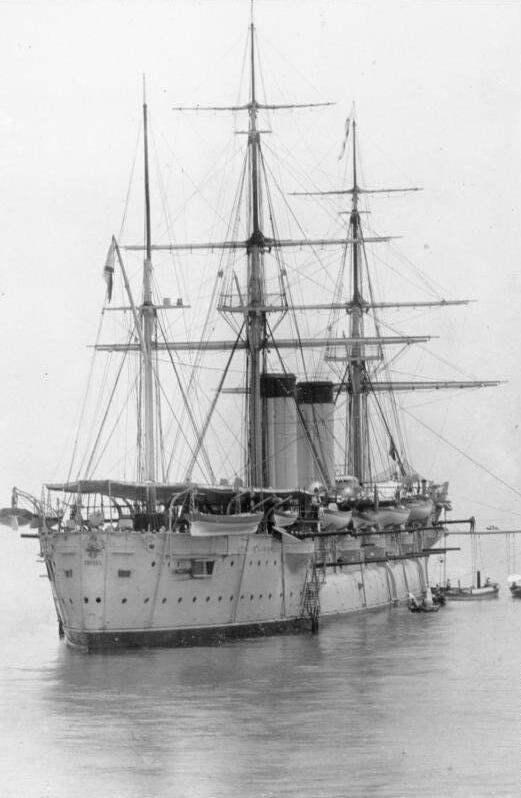
Die Rurik in Tsingtau, 1898

Die Rurik, letztes und schwächstes Schiff des russischen Verbands, wurde von den beiden letzten Schiffen der japanischen Formation schwer getroffen, verlor schon sehr bald fast alle ihre Offiziere und fiel zurück. Die beiden anderen russischen Kreuzer, ebenfalls unter schwerem Beschuss, machten eine Kehrtwendung, damit die Rurik auf dem Gegenkurs wieder in die Kiellinie einscheren konnte. Die Rurik war jedoch nach einem Granateinschlag in ihrer Ruderanlage nicht mehr in der Lage, der Rossija und der Gromoboi zu folgen. Dennoch versuchte Jessen, sie zu retten, indem er weiterhin mit ständigen Kurswechseln in ihrer Nähe manövrierte und das gegnerische Feuer auf sich zu ziehen versuchte. Dabei erhielten Rossija und Gromoboi zunehmend schwere Treffer. Gegen 08:30 Uhr, als die Lage auf der Rurik hoffnungslos geworden war, wurde sie von ihrer Besatzung selbst versenkt. Laut russischer Berichterstattung geschah dies auf Befehl von Leutnant Iwanow, dem einzigen Überlebenden und 13. in der Rangfolge der seemännischen Offiziere der Rurik. Da Jessen keine Möglichkeit sah, die Überlebenden zu retten, drehte er ab und nahm Kurs auf Wladiwostok.
Kamimura verfolgte die russischen Kreuzer und erzielte weitere Treffer, brach das Gefecht aber um 11:15 Uhr ab, möglicherweise wegen Munitionsmangels, und marschierte zurück nach Pusan.